# No Search, No Rescue
No Search, No Rescue ist ein Gedicht der palästinensischen Dichterin Jehan Bseiso (* 1983) in welchem  die Flüchtlingskrise thematisiert wird. Das Gedicht wurde auch als "Filmgedicht" bezeichnet. Es wurde erstmals 2015 von Electronic Intifada veröffentlicht. Die erste Strophe lautet: „How do we overcome war and poverty only to drown in your sea?“ Es wurde zweimal vertont, von dem Norweger Marcus Paus und der Italienerin Silvia Borzelli.

„Augusta, Italy
Where is the interpreter?
This is my family.
Baba, mama, baby all washed up on the shore. This is 28 shoeless survivors and thousands of bodies.
Bodies Syrian, Bodies Somali, Bodies Afghan, Bodies Ethiopian, Bodies Eritrean.
Bodies Palestinian.
Your Sea, Mare, Bahr. Our war, our Harb.“

## Vertonungen
Das Gedicht wurde 2017 vom norwegischen Komponisten Marcus Paus als Chorwerk vertont. Das Chorwerk wurde im Auftrag des norwegischen Jugendchors unter der Leitung des israelischen Dirigenten Yuval Weinberg für das gemeinsame Jubiläumskonzert für den Jugendchor, den norwegischen Komponistenverband und Arena:Klassisk geschrieben. Das Chorwerk wurde auch in mehrere Kirchenkonzerten in Norwegen aufgeführt.
Das Gedicht wurde auch von der italienischen Komponistin Silvia Borzelli im Auftrag von Radio France vertont.